# ペドロ・アルモドバル
ペドロ・アルモドバル・カバジェロ（Pedro Almodóvar Caballero、1949年9月25日 - ）は、スペインの映画監督・脚本家・映画プロデューサー。

## 生い立ち
シウダー・レアル県カルサーダ・デ・カラトラーバで4人兄弟のひとりとして出生。父は字がほとんど読めず、ラバでワイン樽を運搬する仕事で一生のほとんどを過ごしたため、アルモドバルは母に依頼された地元の非常勤講師から読み書きを教わった。8歳のとき、両親から司祭になることを期待され、スペイン西部の町カセレスの寄宿学校に送られた。カセレスでは学校の近くにカルサーダにはなかった映画館があり、ここで初めて映画に触れた。後に「私が映画館から学んだものは、司祭から受けたものよりもはるかに真の教育となった」と述べている。神学校での性的虐待を描いた『バッド・エデュケーション』は、少年時代のアルモドバル自身の体験を基にした半自伝的映画である。
アルモドバルは両親の希望に反して映画監督になる夢を抱き、1967年にマドリードに移ったが、フランシスコ・フランコ・バーモンデ独裁政権によって国立映画学校が閉鎖されてしまった。路頭に迷った彼はフリーマーケットの売買で食いつなぐなどさまざまな仕事をした後、国営電話会社の職を得て12年間勤務した。ここでは午後3時に仕事が終わっていたため、アルモドバルは残りの時間を目標に費やすことができた。
スペインがフランコ政権から民主化へ移行するなかで起こった反権威的な音楽・絵画・映像などの芸術活動に加わった。パンクバンドに属していたこともある。反体制派の雑誌に漫画を寄稿したり、実験的な演劇集団と交流するうち、カルメン・マウラと出会った。

## キャリア
22歳のとき8mmカメラを購入し、1974年最初の短編映画を撮った。資金難に苦しみながらもカルメン・マウラらの助けを借りて1980年に自主制作した初の長編映画『ペピ、ルシ、ボンとその他大勢の娘たち』は、4年にわたって深夜上映が続くほどのカルト的人気を博し、予算の7倍の興行収入を叩き出した。
以後ほぼ1年に1本のペースで矢継ぎ早に作品を発表。初期から中期はその独特なストーリーと世界観、強烈な色彩感覚などから国内外で熱狂的なファンを獲得。7本目の『神経衰弱ぎりぎりの女たち』（1987年）でヴェネツィア国際映画祭脚本賞を受賞、アカデミー外国語映画賞にノミネートされるなど、世界に名を知られる存在となった。
1999年の『オール・アバウト・マイ・マザー』がカンヌ国際映画祭監督賞やアカデミー外国語映画賞をはじめ多数の賞を受賞。続く『トーク・トゥ・ハー』（2002年）では非英語映画として『男と女』（1966年）以来となるアカデミー脚本賞を受賞する。さらに『オール・アバウト・マイ・マザー』『トーク・トゥ・ハー』に続く「女性賛歌三部作」の3作目として監督した『ボルベール〈帰郷〉』（2006年）は、第59回カンヌ国際映画祭で脚本賞と女優賞（ペネロペ・クルス、カルメン・マウラ、ロラ・ドゥエニャス、ブランカ・ポルティージョ、ヨハナ・コボ、チュス・ランプレヴら6名全員に対して）を受賞し、ペネロペ・クルスはアカデミー主演女優賞にもノミネートされた。
2001年にアメリカ芸術科学アカデミーの外国名誉会員に選出され、2009年には映画芸術への貢献に対してハーバード大学から名誉博士号を授与された。
2017年、第70回カンヌ国際映画祭ではコンペティション部門の審査員長を務めた。
2019年の半自伝的映画『ペイン・アンド・グローリー』ではアントニオ・バンデラスが第72回カンヌ国際映画祭で男優賞を受賞し、第92回アカデミー賞でも主演男優賞と国際長編映画賞の2部門にノミネートされた。また、同年の第76回ヴェネツィア国際映画祭では長年に渡る功績を称えられて栄誉金獅子賞を受賞した。
2024年には、自身初の全編英語による長編映画である『ザ・ルーム・ネクスト・ドア』を発表する。本作は第81回ヴェネツィア国際映画祭で約18分ものスタンディングオベーションを受け、最高賞である金獅子賞を受賞した。

## 作風
メロドラマやポップカルチャーのスタイルを利用しながら、複雑な脚本やブラック・ユーモア、光沢のある色彩を使用する。人間の欲望や情熱、同性愛、家族や個人のアイデンティティといった問題をテーマにすることが多い。
女優はカルメン・マウラ、ビクトリア・アブリル、ペネロペ・クルス、男優はアントニオ・バンデラスを起用することが多い。
同性愛者であることを公言している。

## 作品

### 映画
| 年   | 題名 | 役割       | 備考                  |
| ---- | --- | ---------- | --------------------- |
| 1980 | ペピ、ルシ、ボンとその他大勢の娘たち Pepi, Luci, Bom y otras chicas del montón (Pepi, Luci, Bom and Other Girls Like Mom) | 監督・脚本 | 日本未公開・DVD未発売 |
| 1982 | セクシリア Laberinto de pasiones (Labyrinth of Passion)                                                                   | 監督・脚本 |                       |
| 1983 | バチ当たり修道院の最期 Entre tinieblas (Dark Habits)                                                                      | 監督・脚本 |                       |
| 1984 | グロリアの憂鬱 ¿Qué he hecho yo para merecer esto? (What Have I Done to Deserve This?)                                    | 監督・脚本 |                       |
| 1986 | マタドール〈闘牛士〉 炎のレクイエム Matador (Matador)                                                                     | 監督・脚本 |                       |
| 1987 | 欲望の法則 La Ley del deseo (Law of Desire)                                                                               | 監督・脚本 |                       |
| 1988 | 神経衰弱ぎりぎりの女たち Mujeres al borde de un ataque de nervios (Women on the Verge of a Nervous Breakdown)             | 監督・脚本 |                       |
| 1990 | アタメ ¡Átame! (Tie Me Up! Tie Me Down!)                                                                                  | 監督・脚本 |                       |
| 1991 | ハイヒール Tacones lejanos (High Hells)                                                                                   | 監督・脚本 |                       |
| 1993 | キカ Kika | 監督・脚本 |                       |
| 1995 | 私の秘密の花 La flor de mi secreto (The Flower of My Secret)                                                              | 監督・脚本 |                       |
| 1997 | ライブ・フレッシュ Carne trémula (Live Flesh)                                                                             | 監督・脚本 |                       |
| 1999 | オール・アバウト・マイ・マザー Todo sobre mi madre (All About My Mother)                                                  | 監督・脚本 |                       |
| 2002 | トーク・トゥ・ハー Hable con ella (Talk to Her)                                                                           | 監督・脚本 |                       |
| 2004 | バッド・エデュケーション La mala educación (Bad Education)                                                                | 監督・脚本 |                       |
| 2006 | ボルベール〈帰郷〉 Volver                                                                                                 | 監督・脚本 |                       |
| 2009 | 抱擁のかけら Los abrazos rotos (Broken Embraces)                                                                          | 監督・脚本 |                       |
| 2011 | 私が、生きる肌 La piel que habito (The Skin I Live In)                                                                    | 監督・脚本 |                       |
| 2013 | アイム・ソー・エキサイテッド! Los amantes pasajeros (I'm So Excited)                                                      | 監督・脚本 |                       |
| 2014 | 人生スイッチ Relatos salvajes (Wild Tales)                                                                                | 製作       |                       |
| 2016 | ジュリエッタ Julieta | 監督・脚本 |                       |
| 2019 | ペイン・アンド・グローリー Dolor y gloria                                                                                 | 監督・脚本 |                       |
| 2020 | ヒューマン・ボイス The Human Voice                                                                                        | 監督・脚本 | 短編映画              |
| 2021 | パラレル・マザーズ Madres paralelas (Parallel Mothers)                                                                    | 監督・脚本 |                       |
| 2023 | ストレンジ・ウェイ・オブ・ライフ Extraña forma de vida                                                                    | 監督・脚本 | 短編映画              |
| 2024 | ザ・ルーム・ネクスト・ドア The Room Next Door                                                                             | 監督・脚本 | 英語作品              |

## 受賞歴
| 賞                                   | 年     | 部門                       | 作品                                                       | 結果       |
| ------------------------------------ | ------ | -------------------------- | ---------------------------------------------------------- | ---------- |
| ベルリン国際映画祭                   | 1987年 | テディ賞                   | 『欲望の法則』                                             | 受賞       |
| ロサンゼルス映画批評家協会賞         | 1987年 | ニュー・ジェネレーション賞 | 『欲望の法則』                                             | 受賞       |
| ロサンゼルス映画批評家協会賞         | 1999年 | 外国語映画賞               | 『オール・アバウト・マイ・マザー』                         | 受賞       |
| ロサンゼルス映画批評家協会賞         | 2002年 | 監督賞                     | 『トーク・トゥ・ハー』                                     | 受賞       |
| ロサンゼルス映画批評家協会賞         | 2002年 | 外国語映画賞               | 『トーク・トゥ・ハー』                                     | 次点       |
| ロサンゼルス映画批評家協会賞         | 2006年 | 外国語映画賞               | 『ボルベール〈帰郷〉』                                     | 次点       |
| ロサンゼルス映画批評家協会賞         | 2019年 | 外国語映画賞               | 『ペイン・アンド・グローリー』                             | 受賞       |
| フォトグラマス・デ・プラータ         | 1987年 | 作品賞                     | 『欲望の法則』                                             | 受賞       |
| フォトグラマス・デ・プラータ         | 1990年 | 作品賞                     | 『アタメ』                                                 | 受賞       |
| フォトグラマス・デ・プラータ         | 2006年 | 作品賞                     | 『ボルベール〈帰郷〉』                                     | 受賞       |
| アカデミー賞                         | 1988年 | 外国語映画賞               | 『神経衰弱ぎりぎりの女たち』                               | ノミネート |
| アカデミー賞                         | 1999年 | 外国語映画賞               | 『オール・アバウト・マイ・マザー』                         | 受賞       |
| アカデミー賞                         | 2002年 | 監督賞                     | 『トーク・トゥ・ハー』                                     | ノミネート |
| アカデミー賞                         | 2002年 | 脚本賞                     | 『トーク・トゥ・ハー』                                     | 受賞       |
| アカデミー賞                         | 2019年 | 国際長編映画賞             | 『ペイン・アンド・グローリー』                             | ノミネート |
| ヴェネツィア国際映画祭               | 1988年 | 脚本賞                     | 『神経衰弱ぎりぎりの女たち』                               | 受賞       |
| ヴェネツィア国際映画祭               | 2024年 | 金獅子賞                   | 『ザ・ルーム・ネクスト・ドア』                             | 受賞       |
| ゴールデングローブ賞                 | 1988年 | 外国語映画賞               | 『神経衰弱ぎりぎりの女たち』                               | ノミネート |
| ゴールデングローブ賞                 | 1991年 | 外国語映画賞               | 『ハイヒール』                                             | ノミネート |
| ゴールデングローブ賞                 | 1999年 | 外国語映画賞               | 『オール・アバウト・マイ・マザー』                         | 受賞       |
| ゴールデングローブ賞                 | 2002年 | 外国語映画賞               | 『トーク・トゥ・ハー』                                     | 受賞       |
| ゴールデングローブ賞                 | 2006年 | 外国語映画賞               | 『ボルベール〈帰郷〉』                                     | ノミネート |
| ゴールデングローブ賞                 | 2009年 | 外国語映画賞               | 『抱擁のかけら』                                           | ノミネート |
| ゴールデングローブ賞                 | 2011年 | 外国語映画賞               | 『私が、生きる肌』                                         | ノミネート |
| ゴールデングローブ賞                 | 2019年 | 外国語映画賞               | 『ペイン・アンド・グローリー』                             | ノミネート |
| 英国アカデミー賞                     | 1988年 | 非英語作品賞               | 『神経衰弱ぎりぎりの女たち』                               | ノミネート |
| 英国アカデミー賞                     | 1988年 | 外国語作品賞               | 『ライブ・フレッシュ』                                     | ノミネート |
| 英国アカデミー賞                     | 1999年 | 監督賞                     | 『オール・アバウト・マイ・マザー』                         | 受賞       |
| 英国アカデミー賞                     | 1999年 | 外国語作品賞               | 『オール・アバウト・マイ・マザー』                         | 受賞       |
| 英国アカデミー賞                     | 1999年 | オリジナル脚本賞           | 『オール・アバウト・マイ・マザー』                         | ノミネート |
| 英国アカデミー賞                     | 2002年 | 外国語作品賞               | 『トーク・トゥ・ハー』                                     | ノミネート |
| 英国アカデミー賞                     | 2002年 | オリジナル脚本賞           | 『トーク・トゥ・ハー』                                     | 受賞       |
| 英国アカデミー賞                     | 2004年 | 外国語作品賞               | 『バッド・エデュケーション』                               | ノミネート |
| 英国アカデミー賞                     | 2006年 | 外国語作品賞               | 『ボルベール〈帰郷〉』                                     | ノミネート |
| 英国アカデミー賞                     | 2009年 | 外国語作品賞               | 『抱擁のかけら』                                           | ノミネート |
| 英国アカデミー賞                     | 2011年 | 外国語作品賞               | 『私が、生きる肌』                                         | 受賞       |
| 英国アカデミー賞                     | 2016年 | 外国語作品賞               | 『ジュリエッタ』                                           | ノミネート |
| 英国アカデミー賞                     | 2019年 | 外国語作品賞               | 『ペイン・アンド・グローリー』                             | ノミネート |
| 全米映画批評家協会賞                 | 1988年 | 特別賞                     | 『神経衰弱ぎりぎりの女たち』 『マタドール 炎のレクイエム』 | 受賞       |
| 全米映画批評家協会賞                 | 1999年 | 外国語映画賞               | 『オール・アバウト・マイ・マザー』                         | 3位        |
| 全米映画批評家協会賞                 | 2002年 | 作品賞                     | 『トーク・トゥ・ハー』                                     | 3位        |
| 全米映画批評家協会賞                 | 2002年 | 監督賞                     | 『トーク・トゥ・ハー』                                     | 2位        |
| 全米映画批評家協会賞                 | 2002年 | 外国語映画賞               | 『トーク・トゥ・ハー』                                     | 2位        |
| 全米映画批評家協会賞                 | 2021年 | 脚本賞                     | 『Parallel Mothers』                                       | 2位        |
| ニューヨーク映画批評家協会賞         | 1988年 | 外国語映画賞               | 『神経衰弱ぎりぎりの女たち』                               | 受賞       |
| ニューヨーク映画批評家協会賞         | 1999年 | 外国語映画賞               | 『オール・アバウト・マイ・マザー』                         | 受賞       |
| ニューヨーク映画批評家協会賞         | 2002年 | 作品賞                     | 『トーク・トゥ・ハー』                                     | 次点       |
| ニューヨーク映画批評家協会賞         | 2002年 | 監督賞                     | 『トーク・トゥ・ハー』                                     | 次点       |
| ニューヨーク映画批評家協会賞         | 2002年 | 外国語映画賞               | 『トーク・トゥ・ハー』                                     | 次点       |
| ニューヨーク映画批評家協会賞         | 2004年 | 外国語映画賞               | 『バッド・エデュケーション』                               | 受賞       |
| ニューヨーク映画批評家協会賞         | 2006年 | 外国語映画賞               | 『ボルベール〈帰郷〉』                                     | 次点       |
| ニューヨーク映画批評家協会賞         | 2009年 | 外国語映画賞               | 『抱擁のかけら』                                           | 2位        |
| ボストン映画批評家協会賞             | 1999年 | 外国語映画賞               | 『オール・アバウト・マイ・マザー』                         | 受賞       |
| ナショナル・ボード・オブ・レビュー賞 | 1988年 | 外国語映画賞               | 『神経衰弱ぎりぎりの女たち』                               | 受賞       |
| ナショナル・ボード・オブ・レビュー賞 | 1999年 | 外国語映画賞               | 『オール・アバウト・マイ・マザー』                         | 受賞       |
| ナショナル・ボード・オブ・レビュー賞 | 2002年 | 外国語映画賞               | 『トーク・トゥ・ハー』                                     | 受賞       |
| ナショナル・ボード・オブ・レビュー賞 | 2006年 | 外国語映画賞               | 『ボルベール〈帰郷〉』                                     | 受賞       |
| ヨーロッパ映画賞                     | 1988年 | 新人監督賞                 | 『神経衰弱ぎりぎりの女たち』                               | 受賞       |
| ヨーロッパ映画賞                     | 1998年 | 作品賞                     | 『ライブ・フレッシュ』                                     | ノミネート |
| ヨーロッパ映画賞                     | 1999年 | 作品賞                     | 『オール・アバウト・マイ・マザー』                         | 受賞       |
| ヨーロッパ映画賞                     | 2002年 | 作品賞                     | 『トーク・トゥ・ハー』                                     | 受賞       |
| ヨーロッパ映画賞                     | 2002年 | 監督賞                     | 『トーク・トゥ・ハー』                                     | 受賞       |
| ヨーロッパ映画賞                     | 2002年 | 脚本賞                     | 『トーク・トゥ・ハー』                                     | 受賞       |
| ヨーロッパ映画賞                     | 2004年 | 作品賞                     | 『バッド・エデュケーション』                               | ノミネート |
| ヨーロッパ映画賞                     | 2004年 | 監督賞                     | 『バッド・エデュケーション』                               | ノミネート |
| ヨーロッパ映画賞                     | 2006年 | 作品賞                     | 『ボルベール〈帰郷〉』                                     | ノミネート |
| ヨーロッパ映画賞                     | 2006年 | 監督賞                     | 『ボルベール〈帰郷〉』                                     | 受賞       |
| ヨーロッパ映画賞                     | 2006年 | 脚本賞                     | 『ボルベール〈帰郷〉』                                     | ノミネート |
| ヨーロッパ映画賞                     | 2009年 | 監督賞                     | 『抱擁のかけら』                                           | ノミネート |
| ヨーロッパ映画賞                     | 2013年 | 世界的貢献賞               | -                                                          | 受賞       |
| ヨーロッパ映画賞                     | 2016年 | 作品賞                     | 『ジュリエッタ』                                           | ノミネート |
| ヨーロッパ映画賞                     | 2016年 | 監督賞                     | 『ジュリエッタ』                                           | ノミネート |
| ヨーロッパ映画賞                     | 2019年 | 作品賞                     | 『ペイン・アンド・グローリー』                             | ノミネート |
| ヨーロッパ映画賞                     | 2019年 | 監督賞                     | 『ペイン・アンド・グローリー』                             | ノミネート |
| ヨーロッパ映画賞                     | 2019年 | 脚本賞                     | 『ペイン・アンド・グローリー』                             | ノミネート |
| ゴヤ賞                               | 1988年 | 作品賞                     | 『神経衰弱ぎりぎりの女たち』                               | 受賞       |
| ゴヤ賞                               | 1988年 | 監督賞                     | 『神経衰弱ぎりぎりの女たち』                               | ノミネート |
| ゴヤ賞                               | 1988年 | 脚本賞                     | 『神経衰弱ぎりぎりの女たち』                               | 受賞       |
| ゴヤ賞                               | 1990年 | 作品賞                     | 『アタメ』                                                 | ノミネート |
| ゴヤ賞                               | 1990年 | 監督賞                     | 『アタメ』                                                 | ノミネート |
| ゴヤ賞                               | 1995年 | 監督賞                     | 『私の秘密の花』                                           | ノミネート |
| ゴヤ賞                               | 1999年 | 作品賞                     | 『オール・アバウト・マイ・マザー』                         | 受賞       |
| ゴヤ賞                               | 1999年 | 監督賞                     | 『オール・アバウト・マイ・マザー』                         | 受賞       |
| ゴヤ賞                               | 2002年 | 作品賞                     | 『トーク・トゥ・ハー』                                     | ノミネート |
| ゴヤ賞                               | 2002年 | 監督賞                     | 『トーク・トゥ・ハー』                                     | ノミネート |
| ゴヤ賞                               | 2004年 | 作品賞                     | 『バッド・エデュケーション』                               | ノミネート |
| ゴヤ賞                               | 2004年 | 監督賞                     | 『バッド・エデュケーション』                               | ノミネート |
| ゴヤ賞                               | 2006年 | 作品賞                     | 『ボルベール〈帰郷〉』                                     | 受賞       |
| ゴヤ賞                               | 2006年 | 監督賞                     | 『ボルベール〈帰郷〉』                                     | 受賞       |
| ゴヤ賞                               | 2011年 | 作品賞                     | 『私が、生きる肌』                                         | ノミネート |
| ゴヤ賞                               | 2011年 | 監督賞                     | 『私が、生きる肌』                                         | ノミネート |
| ゴヤ賞                               | 2016年 | 作品賞                     | 『ジュリエッタ』                                           | ノミネート |
| ゴヤ賞                               | 2016年 | 監督賞                     | 『ジュリエッタ』                                           | ノミネート |
| ゴヤ賞                               | 2019年 | 作品賞                     | 『ペイン・アンド・グローリー』                             | 受賞       |
| ゴヤ賞                               | 2019年 | 監督賞                     | 『ペイン・アンド・グローリー』                             | 受賞       |
| ゴヤ賞                               | 2019年 | 脚本賞                     | 『ペイン・アンド・グローリー』                             | 受賞       |
| ダヴィッド・ディ・ドナテッロ賞       | 1989年 | 外国監督賞                 | 『神経衰弱ぎりぎりの女たち』                               | 受賞       |
| ダヴィッド・ディ・ドナテッロ賞       | 2000年 | 外国映画賞                 | 『オール・アバウト・マイ・マザー』                         | 受賞       |
| ナストロ・ダルジェント賞             | 1989年 | 外国監督賞                 | 『神経衰弱ぎりぎりの女たち』                               | 受賞       |
| ナストロ・ダルジェント賞             | 1998年 | 外国監督賞                 | 『ライブ・フレッシュ』                                     | 受賞       |
| ナストロ・ダルジェント賞             | 2005年 | 外国監督賞                 | 『バッド・エデュケーション』                               | 受賞       |
| ナストロ・ダルジェント賞             | 2007年 | ヨーロッパ映画賞           | 『ボルベール〈帰郷〉』                                     | 受賞       |
| セザール賞                           | 1991年 | 外国映画賞                 | 『アタメ』                                                 | ノミネート |
| セザール賞                           | 1993年 | 外国映画賞                 | 『ハイヒール』                                             | 受賞       |
| セザール賞                           | 1999年 | 名誉賞                     | -                                                          | 受賞       |
| セザール賞                           | 2000年 | 外国映画賞                 | 『オール・アバウト・マイ・マザー』                         | 受賞       |
| セザール賞                           | 2003年 | EU作品賞                   | 『トーク・トゥ・ハー』                                     | 受賞       |
| セザール賞                           | 2007年 | 外国映画賞                 | 『ボルベール〈帰郷〉』                                     | ノミネート |
| カンヌ国際映画祭                     | 1999年 | 監督賞                     | 『オール・アバウト・マイ・マザー』                         | 受賞       |
| カンヌ国際映画祭                     | 1999年 | エキュメニカル審査員賞     | 『オール・アバウト・マイ・マザー』                         | 受賞       |
| カンヌ国際映画祭                     | 2006年 | 脚本賞                     | 『ボルベール〈帰郷〉』                                     | 受賞       |
| クリティクス・チョイス・アワード     | 1999年 | 外国語映画賞               | 『オール・アバウト・マイ・マザー』                         | 受賞       |
| クリティクス・チョイス・アワード     | 2009年 | 外国語映画賞               | 『抱擁のかけら』                                           | 受賞       |
| シカゴ映画批評家協会賞               | 1999年 | 外国語映画賞               | 『オール・アバウト・マイ・マザー』                         | 受賞       |
| ロンドン映画批評家協会賞             | 1999年 | 外国語映画賞               | 『オール・アバウト・マイ・マザー』                         | 受賞       |
| ロンドン映画批評家協会賞             | 2006年 | 外国語映画賞               | 『ボルベール〈帰郷〉』                                     | 受賞       |
| 国際映画批評家連盟賞                 | 1999年 | グランプリ                 | 『オール・アバウト・マイ・マザー』                         | 受賞       |
| 国際映画批評家連盟賞                 | 2006年 | グランプリ                 | 『ボルベール〈帰郷〉』                                     | 受賞       |
| ゴールデン・ビートル賞               | 1999年 | 外国映画賞                 | 『オール・アバウト・マイ・マザー』                         | 受賞       |
| ボディル賞                           | 2000年 | 非アメリカ映画賞           | 『オール・アバウト・マイ・マザー』                         | 受賞       |
| ボディル賞                           | 2003年 | 非アメリカ映画賞           | 『トーク・トゥ・ハー』                                     | 受賞       |
| フランス映画批評家協会賞             | 2002年 | 外国語映画賞               | 『トーク・トゥ・ハー』                                     | 受賞       |
| フランス映画批評家協会賞             | 2006年 | 外国語映画賞               | 『ボルベール〈帰郷〉』                                     | 受賞       |
| スペイン映画批評家協会賞             | 2006年 | 作品賞                     | 『ボルベール〈帰郷〉』                                     | 受賞       |
| スペイン映画批評家協会賞             | 2006年 | 監督賞                     | 『ボルベール〈帰郷〉』                                     | 受賞       |
| スペイン映画批評家協会賞             | 2019年 | 作品賞                     | 『ペイン・アンド・グローリー』                             | 受賞       |
| スペイン映画批評家協会賞             | 2019年 | 監督賞                     | 『ペイン・アンド・グローリー』                             | 受賞       |
| スペイン映画批評家協会賞             | 2019年 | オリジナル脚本賞           | 『ペイン・アンド・グローリー』                             | 受賞       |

## 書籍
- 『ペドロ・アルモドバル 愛と欲望のマタドール』 フレデリック・ストロース編、石原陽一郎訳

「映画作家が自身を語る」フィルムアート社、2007年11月。ISBN 4-8459-0712-7